# Gordon Avil
(David) Gordon Avil, né le 3 mars 1899 à Philadelphie (Pennsylvanie) et mort le 25 avril 1970 à la Barbade (Petites Antilles), est un directeur de la photographie américain.

## Biographie

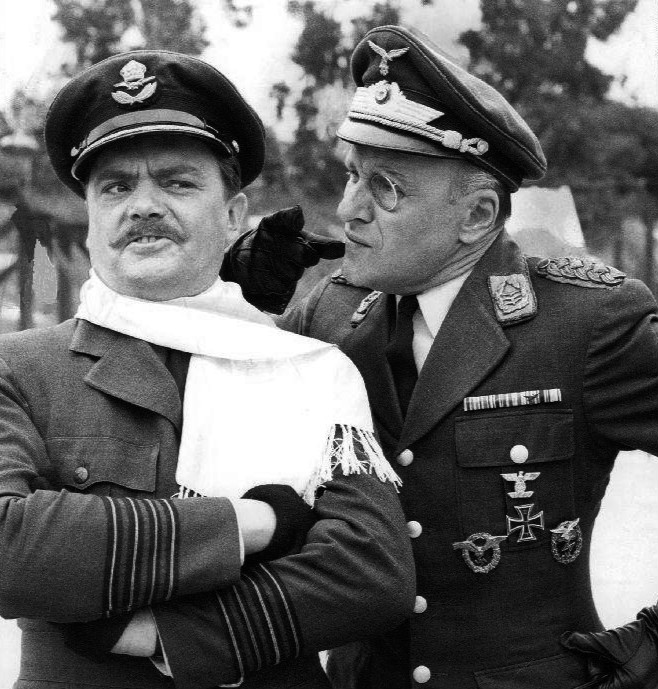
Série Papa Schultz, avec Bernard Fox (à g.) et Werner Klemperer (1968)

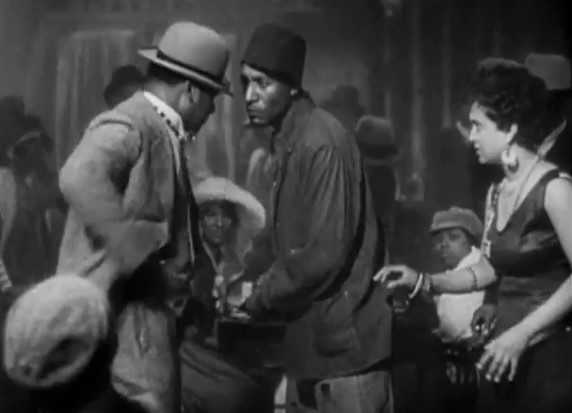
Hallelujah ! (1929), avec William Fountaine, Daniel L. Haynes et Nina Mae McKinney (de g. à d.)

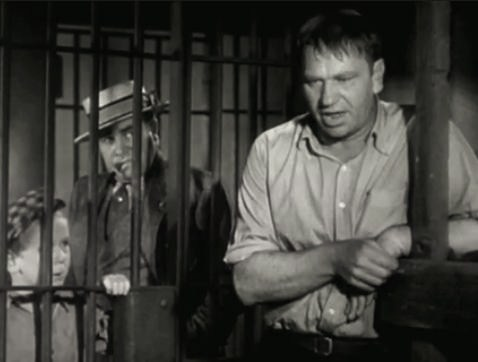
Le Champion (1931), avec Jackie Cooper, Edward Brophy et Wallace Beery (de g. à d.)

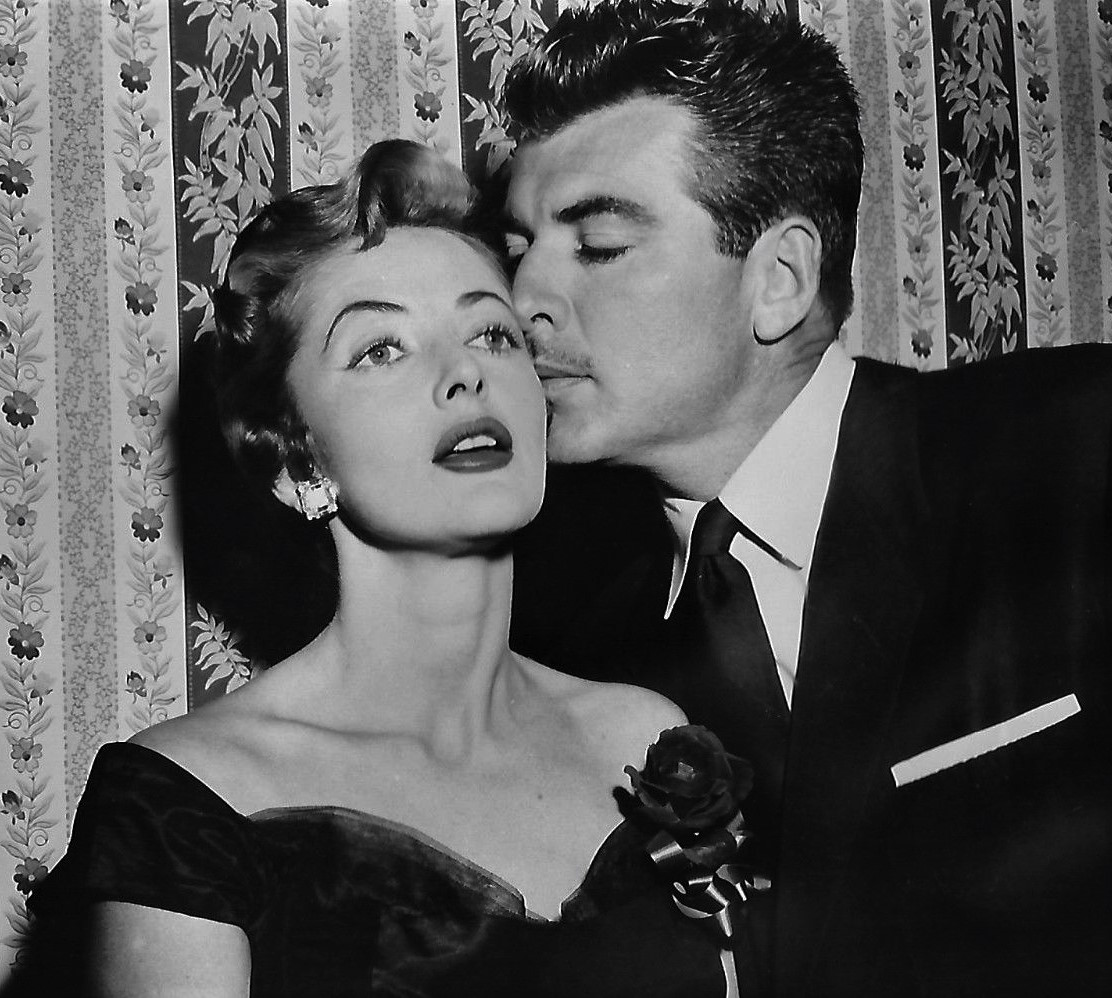
The Big Bluff (1955), avec Martha Vickers et John Bromfield

Premier assistant opérateur sur Mirages (1928) de King Vidor, Gordon Avil retrouve ce réalisateur pour ses trois premiers films comme chef opérateur, Hallelujah ! (1929), le western Billy the Kid (1930) et Le Champion (1931).
Il retrouve une dernière fois King Vidor pour La Folle Enquête (coréalisé par Leslie Fenton, 1948). Ultérieurement, il contribue notamment à quelques autres westerns, dont Fort Yuma de Lesley Selander (1955) et Les Dix Audacieux de William Beaudine (1960).
Les quatre derniers de ses trente-neuf films américains comme directeur de la photographie sortent en 1965, dont le western Convict Stage du même Lesley Selander. S'ajoutent trois documentaires, le premier en 1936 (Master Hands), les deux suivants respectivement en 1954 et 1955.
Gordon Avil est également actif à la télévision américaine, où il collabore à dix-neuf séries, la première en 1952. Entre autres, il est chef opérateur sur six épisodes de la série-western Au nom de la loi (1960-1961).
Mais surtout, il est directeur de la photographie attitré de Zorro (intégrale en quatre-vingts épisodes, 1957-1959) puis de Papa Schultz (cent-cinq épisodes, 1965-1970).
Il meurt brutalement d'une crise cardiaque à 71 ans, cette année 1970, sur le tournage à la Barbade d'un épisode de Papa Schultz.

## Filmographie partielle

### Cinéma
- 1928 : Mirages (Show People) de King Vidor (premier assistant opérateur)
- 1929 : Hallelujah ! de King Vidor
- 1930 : Billy the Kid de King Vidor
- 1931 : Le Champion (The Champ) de King Vidor
- 1936 : Master Hands (court métrage documentaire, réalisateur non spécifié)
- 1947 : Rendez-vous de Noël (Christmas Eve) d'Edwin L. Marin
- 1948 : La Folle Enquête (On Our Merry Way) de Leslie Fenton et King Vidor
- 1953 : La Loi du scalp (War Paint) de Lesley Selander
- 1954 : Le Bouclier du crime (Shield for Murder) d'Edmond O'Brien et Howard W. Koch
- 1954 : La Patrouille infernale (Beachhead) de Stuart Heisler
- 1954 : La Hache sanglante (The Yellow Tomahawk) de Lesley Selander
- 1955 : Le Pacte des tueurs (Big House U.S.A.) d'Howard W. Koch
- 1955 : The Big Bluff de W. Lee Wilder
- 1955 : Fort Yuma de Lesley Selander
- 1955 : Chasse à l'uranium (en) (Canyon Crossroads) d'Alfred L. Werker
- 1956 : Les monstres se révoltent (The Black Sheep) de Reginald Le Borg
- 1958 : Signé Zorro (The Sign of Zorro) de Lewis R. Foster et Norman Foster (montage d'extraits de 13 épisodes de la série Zorro citée par ailleurs)
- 1960 : Les Dix Audacieux (Ten Who Dared) de William Beaudine
- 1961 : Twist Around the Clock d'Oscar Rudolph
- 1962 : Zotz! de William Castle
- 1962 : Fureur à l'Ouest (The Wild Westerners) d'Oscar Rudolph
- 1963 : 13 filles terrorisées (13 Frightened Girls) de William Castle
- 1965 : Convict Stage de Lesley Selander

### Télévision
(séries)
- 1956 : The Hardy Boys, épisodes non spécifiés
- 1957-1959 : Zorro, saisons 1 et 2, 80 épisodes (intégrale)
- 1960 : Le Renard des marais (The Swamp Fox), saison 1, épisode 3 La Vengeance des Tory (Tory Vengeance) de Louis King
- 1960-1961 : Au nom de la loi (Wanted: Dead or Alive), saisons 2 et 3, 6 épisodes
- 1962 : Sammy, the Way-Out Seal de Norman Tokar, 1re partie (téléfilm diffusé en deux parties dans le cadre de la série Le Monde merveilleux de Disney)
- 1965-1970 : Papa Schultz ou Stalag 13 (Hogan's Heroes), saisons 1 à 5, 105 épisodes

## Distinction
- 1968 : Nomination au Primetime Emmy Award de la meilleure photographie, pour la série Papa Schultz.